# アルカス熊谷
アルカス熊谷（ARUKAS KUMAGAYA）は、埼玉県熊谷市を拠点に活動している女子7人制ラグビーのクラブチームである。運営は特定非営利活動法人ARUKAS KUMAGAYA
2014年、立正大学熊谷キャンパスを拠点を設立。太陽生命ウィメンズセブンズシリーズ総合優勝3回。

## 成績

### 太陽生命ウィメンズセブンズシリーズ
- 2014年：総合優勝
- 2015年：総合優勝
- 2016年：総合準優勝
- 2017年：総合優勝
- 2018年：総合6位
- 2019年：総合準優勝

## 主な選手
- 田坂藍
- 鈴木陽子
- マテイトンガ・ボギドゥラウマイナダヴェ
- 鈴木彩香
- 桑井亜乃
- 谷口令子
- 三樹加奈
- 中丸彩衣
- 大黒田裕芽
- 山中美緒
- 小出深冬
- バティヴァカロロライチェル海遥
- 公家明日香
- 古田真菜
- 長田いろは
- 黒木理帆
- 阿部恵
- 吉村乙華
- 今釘小町
- 丸山希香